# توراسنتز
توراسنتز (زهکشی سینه) (به انگلیسی: Thoracentesis)، که به نام توراکوسنتز (thoracocentesis) نیز شناخته می‌شود، یک روش پزشکی تهاجمی برای خارج کردن مایع یا هوا از حفره جنبی برای اهداف تشخیصی یا درمانی است. یک کانول یا سوزن توخالی، معمولاً پس از بی‌حسی موضعی، با دقت وارد قفسه سینه می‌شود. این روش برای اولین بار توسط موریل وایمن در سال ۱۸۵۰ انجام شد و سپس توسط هنری اینگرسول بودیچ در سال ۱۸۵۲ به صورت علمی بررسی و توضیح داده شد.

## زمان استفاده از این روش
این روش زمانی استفاده می‌شود که مایع غیرقابل توضیح در حفره قفسه سینه و خارج از ریه تجمع می‌یابد. در بیش از ۹۰ درصد موارد، تجزیه و تحلیل اطلاعات مایع جنب بیمار از جمله مقدار و فشار آن اطلاعات مفیدی به پزشکان می‌دهد. با استفاده از تصویر اشعه ایکس و تست آنالیز مایع جنب می‌توان وجود مایع اضافی را در فضای جنب تشخیص داد. اگر مقدار زیادی مایع وجود داشته باشد، می‌توان به صورت درمانی از توراسنتز برای برداشتن آن مایع و بهبود حال بیمار و عملکرد ریه نیز استفاده کرد.
علائم زیر می‌تواند حاکی از این باشد که بیمار نیاز به توراسنتز دارد:
- درد سینه
- مشکل در نفس کشیدن
- سرگیجه
- افزایش درجه حرارت
- تعریق زیاد
- خلط خونی
- سرفه‌های غیرقابل کنترل
- تپش قلب
- نبض سریع
- تورم
- کبودشدگی شدید محل پونکسیون

## عوارض
عوارض عمده عبارتند از: پنوموتوراکس (۳–۳۰٪ موارد)، هموپنوموتوراکس، خونریزی، افت فشار خون (فشار خون پایین به دلیل پاسخ وازوواگال) و گسترش مجدد ادم ریوی.
عوارض جزئی شامل نیاز پیدا کردن به معاینه مغز استخوان، اختلالات هماتوم یا سروما زیر جلدی، اضطراب، تنگی نفس و سرفه (پس از برداشتن حجم زیادی از مایعات) است.
استفاده از سونوگرافی برای قرار دادن سوزن در جای درست می‌تواند میزان عوارض را به حداقل برساند.